# 门镜

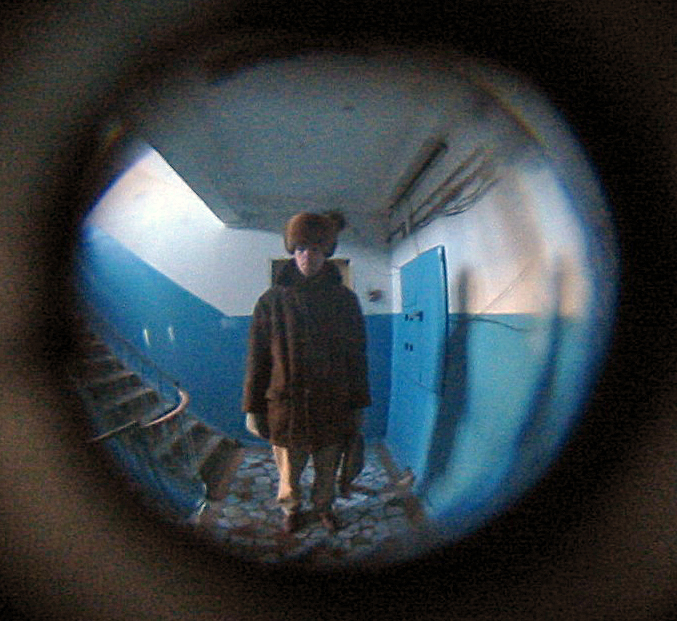
屋内的人透过门镜看见门外的一位来访者

门镜，又称為猫眼、防盜眼、防盜鏡，是一种能够通过小孔观察外部的小型光学仪器。安装在房门上，使得屋内的人无需开门就可以观察到屋外的情况，从而保证自身的安全。
玻璃门镜常用鱼眼镜头来扩充视角，使其达到观测外部情况的最大视野。

## 電子化
電子門鏡，使用攝影鏡頭及電子顯示器，有些更設有攝錄功能及遙遠監控功能。